# Glentoran FC
Glentoran FC este un club de fotbal din Irlanda de Nord care în prezent joacă în IFA Premiership. Clubul a fost fondat în anul 1882 și a jucat primul meci pe stadionul The Oval din Belfast . Culorile clubului sunt de culoare verde, roșu, și negru.

## Palmares
- Irish League/Irish Premier League/IFA Premiership: 23
  - 1893/94, 1896/97, 1904/05, 1911/12, 1912/13, 1920/21, 1924/25, 1930/31, 1950/51, 1952/53, 1963/64, 1966/67, 1967/68, 1969/70, 1971/72, 1976/77, 1980/81, 1987/88, 1991/92, 1998/99, 2002/03, 2004/05, 2008/09
- Cupa Irlandei: 20
  - 1913/14, 1916/17, 1920/21, 1931/32, 1932/33, 1934/35, 1950/51, 1965/66, 1972/73, 1982/83, 1984/85, 1985/86, 1986/87, 1987/88, 1989/90, 1995/96, 1997/98, 1999/00, 2000/01, 2003/04
- Irish League Cup: 7
  - 1988/89, 1990/91, 2000/01, 2002/03, 2004/05, 2006/07, 2009/10
- County Antrim Shield: 26
  - 1900/01, 1901/02, 1908/09*, 1910/11, 1915/16, 1917/18, 1924/25, 1930/31, 1939/40, 1940/41, 1943/44, 1949/50, 1950/51, 1951/52, 1956/57, 1967/68, 1970/71, 1977/78, 1984/85, 1986/87, 1998/99, 1999/00, 2000/01, 2001/02, 2002/03, 2007/08
- City Cup: 18
  - 1896/97, 1898/99, 1910/11, 1911/12, 1913/14, 1914/15, 1915/16, 1916/17, 1918/19, 1931/32, 1950/51, 1952/53, 1956/57, 1964/65, 1966/67, 1969/70, 1972/73, 1974/75
- Gold Cup: 15
  - 1916/17, 1941/42, 1950/51, 1959/60, 1961/62, 1965/66, 1976/77, 1977/78, 1982/83, 1986/87, 1991/92, 1994/95, 1998/99, 1999/00, 2000/01
- Ulster Cup: 9
  - 1950/51, 1952/53, 1966/67, 1976/77, 1981/82, 1982/83, 1983/84, 1988/89, 1989/90
- Floodlit Cup: 2
  - 1987/88, 1989/90
- County Antrim Centenary Chalice: 1
  - 1987/88
- Inter-city Cup: 1
  - 1943/44
- Blaxnit Cup: 1
  - 1972/73
- Irish League B Division/B Division Section 2/Reserve League: 9
  - 1958/59†, 1985/86†, 1986/87†, 1989/90†, 1992/93†, 1995/96†, 1997/98†, 2001/02†, 2002/03†
- Irish Intermediate Cup: 9
  - 1894/95†, 1898/99†, 1909/10†, 1913/14†, 1916/17†, 1918/19†, 1931/32†, 1941/42†, 1962/63†
- George Wilson Cup: 8
  - 1965/66†, 1966/67†, 1979/80†, 1986/87†, 2000/01†, 2001/02†, 2002/03†, 2004/05†
- Steel & Sons Cup: 9
  - 1904/05†, 1908/09†, 1910/11†, 1914/15†, 1918/19†, 1932/33†, 1937/38†, 1957/58†, 1965/66†, 1966/67†, 1989/90†, 2000/01†, 2001/02†
- Irish Junior Cup: 1
  - 1889/90†